# Święty Owidiusz
Święty Owidiusz z Bragi, port. Santo Ovídio de Braga (zm. ok. 135) - trzeci biskup Bragi (Braga, Portugalia), chrześcijański męczennik.
Według przekazów hagiograficznych z XVI wieku, Owidiusz był obywatelem rzymskim pochodzącym z Sycylii. Jak mówi tradycja został posłany do Bragi przez papieża Klemensa I, gdzie pełnił funkcję biskupa około 95 roku. Zginął śmiercią męczeńską około 135 roku.
Jego grobowiec znajduje się w katedrze w Bradze.